# アンドレ・ホフマン
アンドレ・ホフマン（André Hoffmann 、1993年2月28日 - ）は、ドイツ・ノルトライン・ヴェストファーレン州エッセン出身のプロサッカー選手。フォルトゥナ・デュッセルドルフ所属。ポジションは、ディフェンダー。

## 経歴
MSVデュースブルクの下部組織で育成され、2010年夏にトップ昇格。この年のフリッツ・ヴァルター・メダルU-17部門で銀メダルを受賞。2012年にはU-19部門で銀メダルを受賞。
2013年1月、ハノーファー96に移籍。2013年4月20日のバイエルン・ミュンヘン戦で移籍後初ゴール。

## タイトル
フォルトゥナ・デュッセルドルフ
- 2. ブンデスリーガ : 2017-18